# Ricard de Baños i Martínez
Ricard de Baños i Martínez, va ser un realitzador i productor cinematogràfic que va néixer el 28 d'agost de 1882 al carrer Tallers de Barcelona.
El seu pare era Francisco de Baños, el qual va néixer a Badajoz i va treballar com a funcionari de l'Ajuntament, i la seva mare era Maria Cinta Martínez, que va néixer a Xerta i va muntar un petit taller de llenceria fina que li va servir a ella i a la família Baños per augmentar els diners. Els pares de Ricard van tenir tres fills: Francesc (1879), Ricard (1882) i Ramon de Baños (1890), aquest últim també va tenir una llarga carrera cinematogràfica al costat del seu germà i va esdevenir un dels pioners del cinema català.

## Biografia

### Els inicis
Ricard de Baños va ser un nen que destacava per la seva perspicàcia i capacitat cognitiva, malgrat això, no va ser un bon estudiant, ja que sentia més atracció per les feines manuals que no pels estudis. La notícia de l'arribada del cinematògraf el 1895 va ser molt important per a ell i el 1904 dirigiria la seva primera pel·lícula.
D'aquesta manera fou que començà a treballar als nou anys com a aprenent a la secció de fotografia dels «Grandes Almacenes El Siglo» de la Rambla de Barcelona. Malgrat que la relació dels germans De Baños no era perfecte, la professió de Francesc va condicionar que Ricard treballés de quelcom semblant a ell. L'artista aprengué sempre per iniciativa pròpia. Li agradava molt la música i tenia bona veu, malgrat que no va estudiar-ne. Coincideix que quan va néixer Ricard de Baños va ser un any de declivi per a Espanya. No obstant això, a Barcelona ja es parlava d'una exposició universal.
Ricard era un gran esportista i malgrat la seva capacitat física es va estalviar el servei militar a canvi de diners. Des de llavors, va voler anar a París, ja que era el l'origen de la indústria del cinema. Per sobre de tot, Ricard era un home molt treballador, lleial a la seva perspicàcia. I si no va anar més enllà en aquest món cinematogràfic, és perquè ni els diners ni les persones estaven a la seva banda. Mitjançant la seva feina a la secció de fotografia d'El Siglo, va tenir un enllaç amb personal de la casa francesa Gaumont que es va crear a Barcelona. Aquesta persona ràpidament es va adonar de les qualitats de Ricard de Baños i li va cedir la posició d'operador de càmera de la casa Gaumont.

### Viatge a París i laGaumont[calcitació]
Ricard va fer un primer viatge, amb tot pagat, a París, per crear enllaç amb la tècnica cinematogràfica del moment, que llavors tenia com a base els primerencs estudis de la Ville Lumière.De Baños es va trobar amb Alice Guy, en aquest viatge, i es va quedar bocabadat per l'impressionant impacte de les seves pel·lícules, encara que no s'assemblaven a les seves ambicions com a cineasta. Per estrany que sembli Baños no va valorar amb entusiasme a Méliès, El 1904 va ser un any clau per a la seva carrera, ja que a la capital francesa va poder enllaçar-se amb la novella indústria de França i va distingir ràpidament les infinites capacitats de la nova tècnica (la cronofonia).
Els seus primers reportatges a Barcelona amb l'ajuda d'un dels homes de la Gaumont van ensenyar als de París que aquell artista els podria ser de molta ajuda. No s'ha descobert cap arxiu de la Gaumont que es refereixi a la col·laboració de Ricard de Baños en els primers anys que va estar-hi, i això indica que en l'estada a París només va fer feines secundàries que segurament li van ser de molta ajuda per la seva formació com a càmera i, més tard, com a director de pel·lícules, va participar en els inicis del cinema sonor i va poder ser partícip del principi del cinema comercial francès, no va ser mai catalogat com un simple director-fotògraf de reportatges i documentals, malgrat que durant els períodes següents hi seguís treballant des de Barcelona.
Ricard de Baños pensava que el que s'observava per la pantalla era infinitament més important que el so que s'hi podia unir més tard i és per això que una gran part de la seva existència la va enfocar a relatar històries d'imatges: “narrar històries d'imatges que ja s'explicaven prou per si mateixes”, sense trasbalsar-se gaire pel so que l'acompanyés, va ser tant el seu convenciment per aquesta idea que va provar d'unir-se al cinema sonor, les restriccions que li prestaven la seva formació, eren totalment relacionades amb el que llavors se’n deia “l'art de les ombres animades” o “l'emoció del silenci”.
Les primeres feines una mica rellevants de De Baños van ser gravacions i sonoritzacions a Barcelona, segons el mètode patentat com a cronografia per la casa Gaumont, amb la que va seguir treballant. Es tractava de petits films de 100m que van simbolitzar la contribució espanyola a la gran expansió europea d'aquella firma.
De Baños ja havia experimentat aquella tècnica, però a part de la tasca que va fer com a realitzador, es va exhibir ràpidament com un excel·lent coordinador, que al cap i a la fi, això és el que significa el mot director, cinematogràficament parlant.
Amb la potestat que la Gaumont li va atorgar des de l'inici de la seva tornada a París, De Baños va triar el pati del teatre Còmic, com a plató provisional de la cronofonia, i un cop gravades les cintes, també va fer que fossin mostrades en públic en el vestíbul condicionat de l'antic teatre Novetats, del carrer de Casp.
A Barcelona, aquell intent del cinematògraf sonor, va tenir molt d'èxit i aquelles cintes van ser llançades durant algunes setmanes.

### La Royal Films
L'any 1916, que està caracteritzat per la guerra europea, va ser un període d'una crisi punyent en què els atemptats i els conflictes laborals eren normals. No era l'instant més convenient per organitzar tasques rellevants dins la petita indústria cinematogràfica barcelonina, cada vegada més consternada per l'absència de material i per les múltiples complicacions que inspirava la guerra.
Ricard de Baños no pensava en altra cosa que no fos la creació d'una productora pròpia on poder desenrotllar plenament una tasca que suposava important per a la nostra cinematografia. En aquells temps, el seu nom va arribar a una reputació merescuda per aquells qui havien seguit la feina del primerament operador de càmera i després director de la marca fundada per Albert Marro.
La Royal Films, de la que no en sabem la data clara de la seva fundació, però podem deduir que va ser aproximadament el 1915, va comptar amb diferents socis fundadors: Carles Muntanyés, Albert Compte, Lluís Riera i Soler, Juan Navarro Reverter, Raimón Colomer, Daniel Boixeda, i els germans Baños, es va establir com a SA amb un capital inicial de dos milions i mig de pessetes. La fundació va ser celebrada per la premsa. El més engrescador tant per Baños com pel seu consell d'administració, era proposar un nou precepte mercantil de producció de pel·lícules.
La seva primera pel·lícula amb la Royal Fims va ser "El idiota" (coneguda també com El idiota de Sevilla, el motiu és desconegut) que segurament es gravà a una velocitat rapidíssima perquè el 4 de maig d'aquell mateix 1916 ja es projectava a Barcelona. Hi ha qui assegura que la pel·lícula es basava en la novel·la homònima de Dostojevskij, malgrat que el guió i la direcció eren del mateix Ricard i la càmera la va dur el seu germà Ramon.
La casa Pathé Frères (actualment una de les productores més importants del món) tenia l'exclusiva de la distribució d'aquest film.
Ricard de Baños no es va acomodar tan sols creant la Royal sinó que, mentre ho feia, va intentar utilitzar l'empenta per organitzar la creació d'una empresa semblant que podia incrementar la producció. La segona pel·lícula, anomenada La cortina verde, 1916, va habilitar al cinema la tragèdia escènica del famós escriptor portuguès Julio Dantas. A aquest mateix moment es fa també sota la protecció de la Royal Films "La sombra del polaco", un simple film d'aventures, on Ricard de Baños va guionitzar i dirigir.

### El cinema pornogràfic de Baños
Com molts altres pioners del cinema, els germans Ricard (1882-1939) i Ramon (1890-1986) van passar per moments baixos i de decadència. Amos de la productora Royal Films, fundada el 1914, van assolir el cim amb les dues superproduccions més importants del cinema mut espanyol però també van crear altres obres, com unes pel·lícules pornogràfiques, gairebé totes elles gravades als estudis de la Societat Anònima Sanz ('El confesor', 'El ministro i Consultorio de señoras') que Alfons XIII, afeccionat al gènere i al sexe extramatrimonial, els va encarregar mitjançant el comte de Romanones.
L'any 1939, després de la seva mort es té constància que encara hi havien reproduccions dels films pornogràfics creades per Baños.
En aquells temps era complicat trobar dones disposades a recrear escenes sexuals, no pas per moralitat o estigmes socials sinó per la por que el fet de mostrar la seva imatge pogués tenir conflictes amb l'ordre públic. Quant als homes, no hi havia problemes a l'hora d'exhibir-se i sempre hi havia candidats.

## Filmografia
Abans de gravar les pel·lícules sonoritzades per la Gaumont, Baños va gravar alguns petits reportages de tema actual a Barcelona l'any 1904. Ricard de Baños feia de director tècnic, càmera i en algunes produccions guionista i Albert Marro el va ajudar exercint de guionista i director artístic.

### Director de Sarsueles (1905)
- Bohemios
- El Dúo de la Africana
- La Gatita Blanca
- El Húsar de la Guardia.

### Producció Hispano Films
- 1906 - El Carnaval de Niza (Reportatge), Desfile de coches (Reportatge d'actualitats).
- 1907 - Inundacions a Lleïda, Mallorca (Documental), Bailes españoles (Documental), Batalla de flores en Valencia (Documental), Industria Agrícola (Documental), Industria del corcho en Palafrugell (Documental), Concurso de globos aerostáticos en Barcelona (Reportatge), Montserrat (Documental), La papelera (Documental industrial), Visita de los reyes de España a Toledo (Reportatge d'actualitats), Exposición Hispano-Francesa en Zaragoza (Reportatge d'actualitats), Hipódromo del Prat. Visita del aviador M. Bleriot (Reportage d'actualitats).
- 1908 - Carnaval en Oporto (Documental), Oporto(Oporto a la vista) (Documental), Copa de Catalunya (carrera automobilística) (Actualitats), Corrida de toros en Barcelona, con asistencia de los reyes (Actualitats), Entierro del cardenal Casañas (Actualitats), Granja avícola de Arenys de Mar (Documental), Entierro del rey de Portugal y coronación de su hijo (Actualitats), Viaje de S.S. M.M. a Montserrat (Actualitats), Visita de Alfonso XIII a Ripoll (Actualitats), Visita de los reyes de España a Barcelona (Actualitats), Semana Santa en Andalucía (Documental).
- 1909 - Visita del rey Manuel de Portugal a Madrid (Actualitats), Andorra pintoresca (Documental), Barcelona vista en globo (Documental), Copa de Catalunya(Carrera automobilística) (Actualitats), La Semana Tràgica (Actualitats), Barcelona en tranvía (Documental), Don Juan Tenorio (Segons el drama de José Zorrilla), Valencia en tranvía (Documental encarregat pel Metropolitan Cinemaway), Dos guapos frente a frente (Còmica), Su propio juez (Drama), Parada militar de Alfonso XIII en Madrid (Reportatge d'actualitats), Los polvos del Rata (Còmica), Primera carrera de la Peña Rhin (Actualitats), Secreto de confesión, Dr Málaga a Vélez Málaga (Documental), Guerra de Marruecos - Tres episodis: Guerra en el Riff, Nuestras armas en el Riff, Episodios de Melilla (Reportatge d'actualitats), Locura de amor (drama històric).
- 1910 - Entierro de Eduardo VII y coronación de Jorge V de Inglaterra (Actualitats), Baixant de la Font del Gat (Comèdia popular), Justícia de Felipe II, Arribada de la infanta Isabel a Barcelona (Actualitats), Don Joan de Serrallonga - Càmera: Ramón de Baños (Drama històric).
- 1911 - Don Pedro el Cruel , Celos gitanos (Drama), Carmen o la hija del contrabandista (Drama), Los dos hermanos (Drama), Ejercicios del Asilo Naval Español (Actualitats), El joyero (Drama), La madre (Drama), Noche de Sangre (Drama), El sueño milagroso (Drama), La venganza del cadáver (Drama), Los amantes de Teruel (Drama històric).
- 1912 - Doña Laura y sus pretendientes (Còmica), La mano de Juanita (Còmica).
- 1913 - El amigo del alma (Còmica), Amor andaluz (Comèdia de costums), De muerte a vida (Drama), Un drama en Aragón (Drama), La fuerza del destino (Drama), Jura de la bandera en San Sebastián (Actualitats), Magda (Drama).
- 1914 - El monasterio de piedra (Documental), Rosalinda (Drama segon l'argument de Ramon Company), Sacrificio (Drama), Entre ruinas (Drama), Zaragoza (Documental), La malquerida (Drama).
- 1915 - Jura de la bandera en Barcelona (Actualitats), Los cascabeles fantasmas (Sarsuela), El hombre sin cara (Film sense estrenar), Trata de blancas (Film sense estrenar).
- 1917 - La sombra del polaco (Aventures).

### Producció Royal Films
- 1916 - El idiota - Càmera: Ramón de Baños (Drama), La cortina verde - Càmera: Ramon de Baños (Drama), Juan José - Càmera: Ramón de Baños (Drama social basat en l'obra escènica de Joaquín Dicenta).
- 1917 - Fuerza y nobleza - Càmera i Guió: Ramón de Baños (Drama d'aventures).
- 1918-1919 - Los arlequines de seda y oro (Rellençat com La gitana blanca) - Càmera: Ramon de Baños i Josep Pons (Drama de costums espanyols).
- 1920 - El judío polaco - Càmera: Ramón de Baños .
- 1921-1922 - Don Juan Tenorio (segona versió segons el drama de José Zorrilla) - Adaptació, guió i càmera: Ramon de Baños.
- 1933 - El relicario (o No te puedo querer) - Producció sonora.

### Films Pornogràfics de Ricard i Ramon de Baños
La producció pornogràfica de Ricard de Baños al llarg d'aquests anys passà dels trenta films, els quals van ser rodats als estudis de la Societat Anònima Sanz.
S'identifiquen els títols següents:
- Los polvos de la Madre Celestina.
- Consultorio de señoras.
- El ministro.
- El impotente.
- Del Tenorio (paròdia).
- Los secretos de una casa.
- El confesor (La bendición del cura).
- Cuando los padres se van al cine.

### Altres Produccions
- 1928 - Festes de Mataró. Homenatge a Clavé (Reportatge) - Producció dirigida per l'empresa del Cinema Clavé de Mataró (Información Cinematogràfica Clavé Palace).[6]
- 1933 - Baños va filmar alguns reportatges però no se'n coneixen els títols, excepte el del Match Uzcudum-Cornera rodat a Montjuic. En aquest mateix any, Ricard de Baños va iniciar la preparació d'un llargmetratge que havia de titular-se El ganso del hongo, però per diverses circumstàncies el rodatge ni tan sols va començar.

- 1938 - Y tú, ¿qué has hecho?... - Producció Sindicat de l'Espectacle Films. (Curtmetratge de propaganda), El torero herido - Producció Hispania Orbis Films (Curtmetratge argumental basat en una pintura de Carlos Vàzquez-Díaz).